# Om du stannar hos mig
"Om du stannar hos mig" är en låt framförd av den svenska popduon Nina & Kim från albumet En annan tid och utgiven som singel 2003 på Bonnier Music.
Låten skrevs av Larry Forsberg (t, m), Lennart Wastesson (t, m) och Sven-Inge Sjöberg (t, m).

## Musikvideo
I videon filmas Nina Inhammar och Kim Kärnfalk i Monumenthallen vid Skogskyrkogården samt på Södra Teaterns scen.

## Listplaceringar
| Lista (2003-2004) | Topplacering |
| ----------------- | ------------ |
| Sverige           | 1            |

### Fotnoter
1. ↑  ”Om du stannar hos mig”. Svensk mediedatabas. 26 februari 2003. http://smdb.kb.se/catalog/id/001430372. Läst 2 oktober 2015.
2. ↑  ”Om du stannar hos mig”. Swedishcharts. 26 februari 2003. http://www.swedishcharts.com/showitem.asp?interpret=Nina+%26+Kim&titel=Om+du+stannar+hos+mig&cat=s. Läst 2 oktober 2015.